# Papegojfiskar

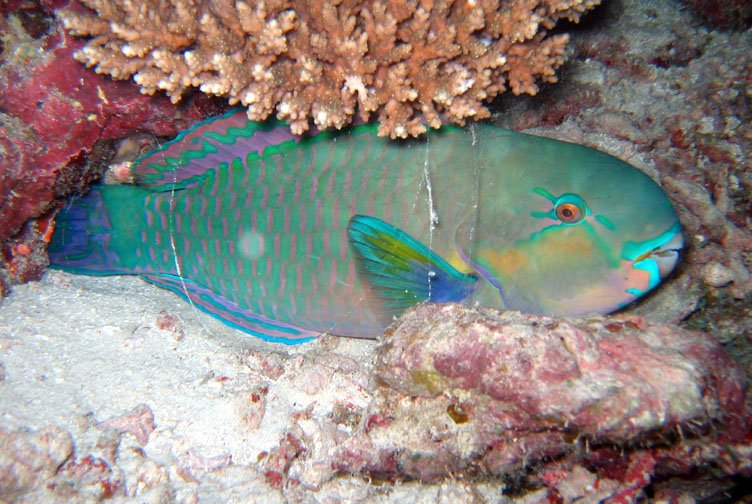
Chlorurus sordidus

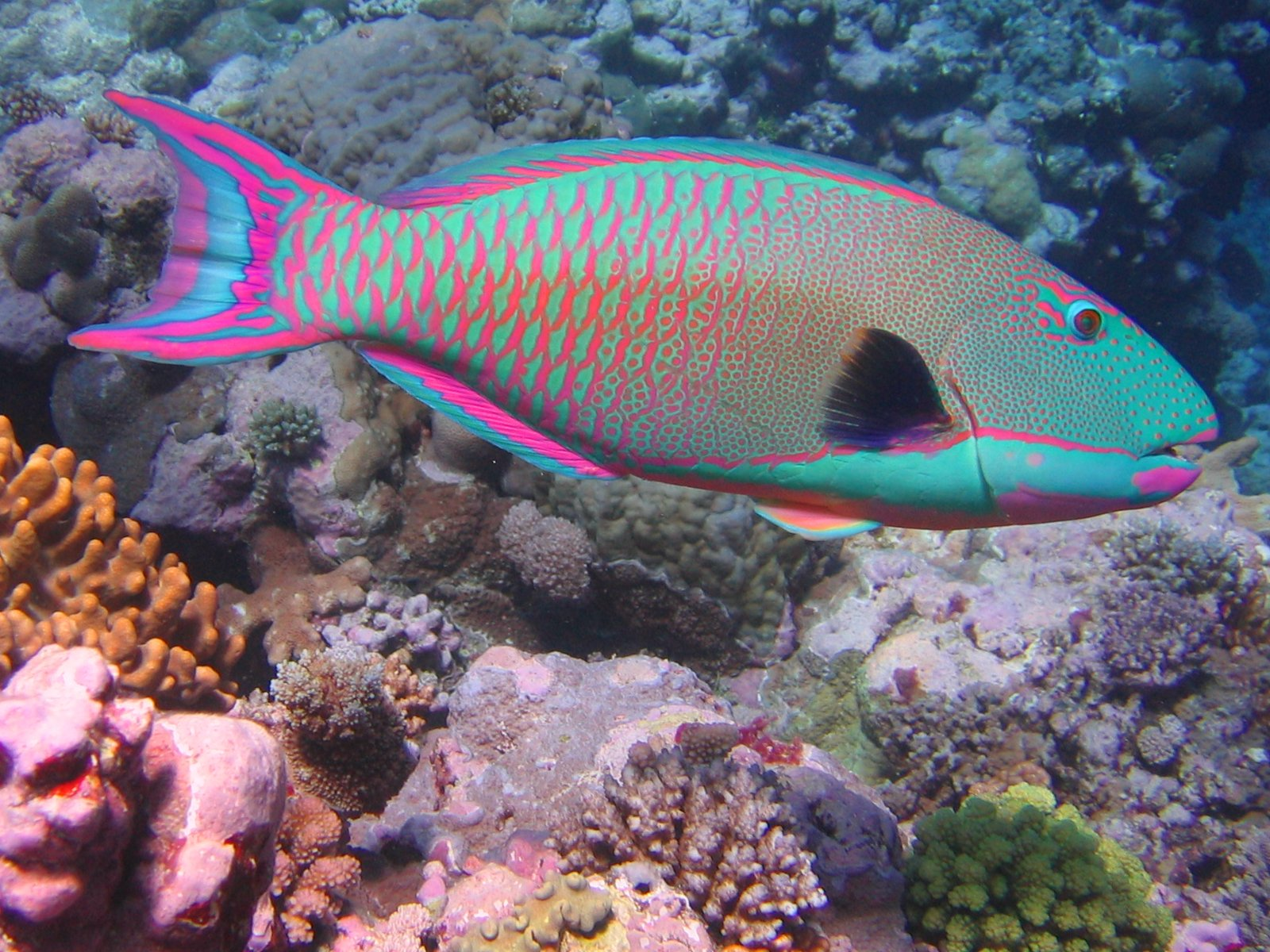
Cetoscarus bicolor

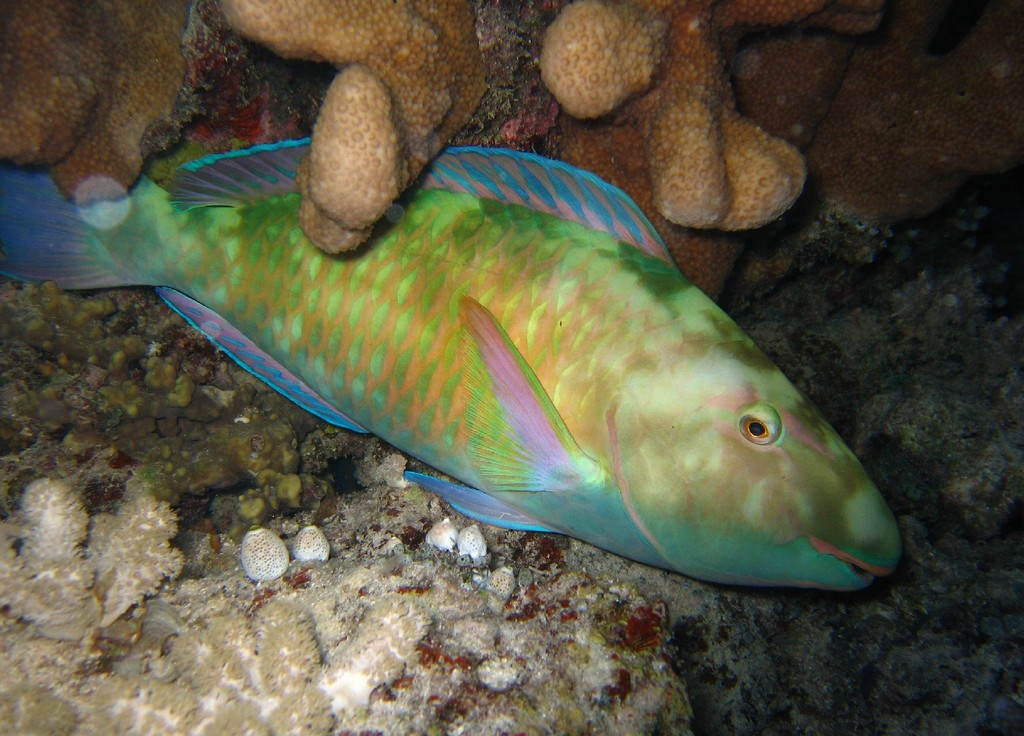
Hipposcarus longiceps

Papegojfiskar (Scarinae) är en underfamilj av tropiska fiskar tillhörande ordningen abborrartade fiskar. De räknades tidigare som egen familj men numera ingår de i familjen läppfiskar.

## Utbredning och levnadssätt
De förekommer huvudsakligen i tropiska havsområden på korallrev vid Röda havet, Stilla havet, Indiska oceanen och Atlanten. Några arter lever över havsbottnar med gräs eller klippiga havsområden i vattenytans närhet. De flesta arterna livnär sig på dessa växter som finns mellan korallerna och förstör i viss mån korallernas skelett. Andra arter äter huvudsakligen alger. Ett undantag är arten Bolbometopon muricatum som äter de levande delarna av korallen. 
Papegojfiskar är aktiva på dagen och täcker sig med ett lager slem på natten, som skyddar dem mot nattliga rovdjur. Denna "påse" är på fram- och baksidan öppen. Sekretet för påsen bildas i fiskarnas körtlar som är fördelade över huden. En del arter gömmer sig i klippornas sprickor.

## Kännetecken
Papegojfiskarnas tänder är sammanvuxna och liknar en näbb. Med sina käkar mal de växterna till en massa.
Papegojfiskar är hermafroditer. De kan alltså byta kön mellan hane och hona.

## Papegojfiskar och människor
Arterna är sällsynta på fiskmarknader utanför sitt utbredningsområde. Enligt Världsnaturfonden är papegojfiskar viktiga för korallreven och organisationen rekommenderar att undvika papegojfiskar vid köp av matfiskar.

## Systematik

### Yttre systematik
Enligt nyare undersökningar är papegojfiskar systergruppen till tribus Cheilinini
. Med stöd av dessa forskningar ser familjens kladogram följande ut:
```
Läppfiskar
 (Labridae)
  ├─
Hypsigenyae

  └─NN
    ├─NN
    │  ├─
Labrini
 
    │  └─NN
    │    ├─Papegojfiskar (Scaridae)
    │    └─Cheilinini
    └─andra underfamiljer i familjen läppfiskar
```

### Inre systematik
Underfamiljen papegojfiskar delas i tio släkten med omkring 80 arter. På grund av de stora färgvariationer som finns inom enskilda arter listades tidigare felaktigt upp till 350 arter. Här listas alla släkten.
- Bolbometopon
- Calotomus
- Cetoscarus
- Chlorurus
- Cryptotomus
- Hipposcarus
- Leptoscarus
- Nicholsina
- Scarus
- Sparisoma

### Allmänna källor
- Joseph S. Nelson, Fishes of the World, John Wiley & Sons, 2006, ISBN  0-471-25031-7
- Kurt Fiedler, Lehrbuch der Speziellen Zoologie, Band II, Teil 2: Fische, Gustav Fischer Verlag Jena, 1991, ISBN 3-334-00339-6
- Kuiter / Debelius: Atlas der Meeresfische, Kosmos-Verlag, 2006, ISBN 3-440-09562-2
- E. Lieske, R.F. Myers: Korallenfische der Welt, 1994, Jahr Verlag, ISBN 3-86132-112-2